# Рязанцев, Николай Николаевич
Никола́й Никола́евич Ряза́нцев (24 марта 1911, Старый Шуструй, Пензенская губерния — 7 июля 1997, Нижний Ломов, Пензенская область) — командир расчета 120-миллиметрового миномета 465-го стрелкового полка 167-й стрелковой дивизии 1-й гвардейской армии 4-го Украинского фронта, сержант — на момент представления к награждению орденом Славы 1-й степени.

## Биография
Родился 24 марта 1911 года в селе Старый Шуструй (ныне — Нижнеломовского района Пензенской области). Окончил 3 класса.
В Красной Армии с сентября 1939 года. Участник советско-финляндской войны 1939—1940 годов.
На фронте в Великую Отечественную войну с июня 1941 года. Участник Курской, Корсунь-Шевченковской битв, боев за освобождение Украины, Польши, Чехословакии. В боях с немецко-вражескими захватчиками был дважды ранен.
Командир отделения батареи 120-миллиметровых минометов 465-го стрелкового полка сержант Николай Рязанцев в период наступления полка 18 июля — 9 августа 1944 года неоднократно находился под огнём на наблюдательном пункте батареи, откуда умело корректировал огонь минометов. В боях за населенный пункт Глинне 18-19 июля 1944 года по его целеуказаниям батарея накрыла до взвода противников, подавила огонь двух пулеметов. 5 августа 1944 года в бою в районе населенного пункта Конюшки-Настащин Николай Рязанцев находился в боевых порядках стрелковой роты. По его докладам минометным огнём уничтожено три пулемета и до взвода вражеских солдат. Приказом по 167-й стрелковой дивизии от 18 августа 1944 года за мужество и отвагу, проявленные в боях, сержант Рязанцев Николай Николаевич награждён орденом Славы 3-й степени.
Заряжающий 120-миллиметрового миномета Николай Рязанцев в бою за населенный пункт Пшибышув в составе расчета 18 сентября 1944 года поддерживал огнём боевые действия стрелковых подразделений. Были подавлены четыре пулеметные точки противника, пушка, истреблено свыше взвода пехоты. В районе населенного пункта Команча 24 сентября 1944 года минометчики своим огнём обеспечили продвижение стрелковому батальону. Приказом по 1-й гвардейской армии от 3 ноября 1944 года за мужество и отвагу, проявленные в боях, сержант Рязанцев Николай Николаевич награждён орденом Славы 2-й степени.
При наступлении на город Моравска-Острава 29 апреля 1945 года командир расчета 120-миллиметрового миномета Николай Рязанцев, следуя вместе с пехотой, метким огнём поразил два вражеских пулемета, много солдат и офицеров, подавил минометную батарею. При форсировании реки Одра в районе железнодорожного моста у города Ольза одним из первых переправил свой миномет на левый берег, быстро занял огневую позицию и вывел из строя до пятнадцати противников и три огневые точки противника.
Указом Президиума Верховного Совета СССР от 15 мая 1946 года за образцовое выполнение заданий командования в боях с немецко-вражескими захватчиками сержант Рязанцев Николай Николаевич награждён орденом Славы 1-й степени, став полным кавалером ордена Славы.
В 1945 году старший сержант Н. Н. Рязанцев демобилизован из Вооруженных Сил СССР. Жил в городе Нижний Ломов Пензенской области. Работал в колхозе «Родина». Скончался 7 июля 1997 года. Похоронен в родном селе.
Награждён орденом Отечественной войны 1-й степени, орденами Славы 1-й, 2-й и 3-й степени, медалями, среди которых «За Отвагу».

## Увековечение памяти
- В городе Нижний Ломов Пензенской области, на Аллее славы герою установлена памятная доска.

Памятная доска Рязанцеву Николаю Николаевичу на Аллее славы в городе Нижний Ломов Пензенской области.